# Афінський класичний марафон

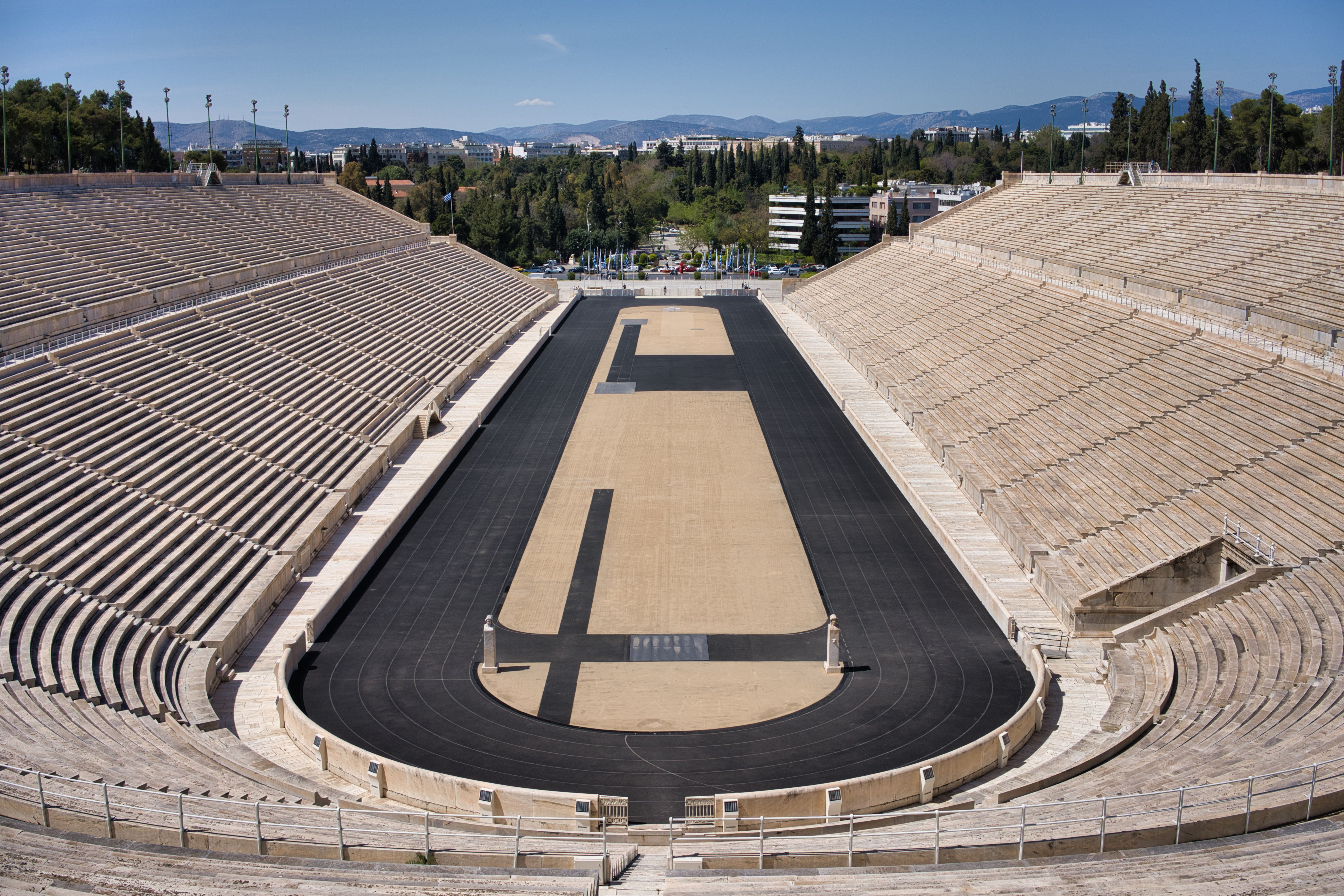
Стадіон «Панатінаїкос» — кінцевий пункт Афінського класичного марафону

Афінський класичний марафон — щорічні марафонські змагання, які відбуваються наприкінці жовтня — на початку листопада в Афінах, Греція. У марафонському забігу на 42 км звичайно беруть участь близько 5000 атлетів. Загальна кількість учасників, які також змагаються у бігу та спортивній ходьбі на 5 та 10 км, сягає 8 тисяч.
Грецькі атлети традиційно виступають як сильні суперники у змаганнях і серед чоловіків, і серед жінок. Однак з кінця 1990-х років перемогу часто здобували представники країн Східної Африки і Японії. 2010 року третьою в жіночому забігу стала українка Світлана Станко із часом 2:38.59.
В період 1995—1997 років як частина грецького чемпіонату влаштовувались перегони від міста Марафон до Афін, відомі як Афінський марафон, але більше не проводяться.

## Історія
Ідея Афінського класичного марафону сягає переказу про грецького героя Фідіппіда, який біг від Марафону до Афін, щоб сповістити про перемогу греків над персами у битві при Марафоні. Вперше в історії сучасного спорту змагання з марафонського бігу відбулись на Перших Олімпійських іграх сучасності 1896 року в Афінах.
Власне Афінський класичний марафон започаткований 1972 року як спільне підприємство між Грецькою радою з туризму та Національною легкоатлетичною асоціацією. З 1983 року в організації Класичного марафону бере участь Грецька аматорська атлетична асоціасоція, того самого року змагання удостоєні Срубного статусу Міжнародної асоціації легкоатлетичних федерацій. 1982 року організатори присвятили Афінський класичний марафон Григорісу Ламбракісу, спортсмену і члену Грецького парламенту.
З 2007 року Асоціація міжнародних марафонів і перегонів на дистанції організуває щорічний Міжнародний марафонський симпозіум в місті Марафон за день до змагання. За аналогією до традиції запалення Олімпійського вогню, з'явилась традиція Марафонського полум'я. Його запалюють на могилі воїнів, які полягли у битві при Марафоні і переноситься на стадіон у Марафоні перед початком кожної гонки.
2010 року Афінський класичний марафон був об'єднаний зі святкуванням 2500-річчя битви при Марафоні. 22 000 учасників, серед яких професійні спортсмени та просто любителі бігу з усього світу, подолають відстань від міста Марафон до центру Афін. Відкрив забіг прем'єр-міністр Греції Йоргос Папандреу та кілька міністрів його уряду. Урочисте відкриття «золотого» марафону відвідали також глави декількох держав, зокрема президент Франції Ніколя Саркозі і канцлер Німеччини Ангела Меркель.

## Маршрут марафону

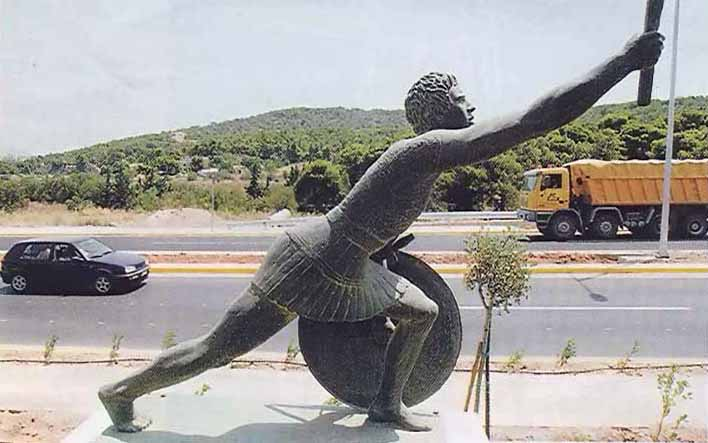
Статуя Бігуна — художнє зображення Фідіппіда

Маршрут Афінського класичного марафону вважається одним з найважчих. Починається він у місті Марафон, де проходить повз Марафонський трофей та поховання афінських воїнів. Далі повз узбережжя через Неа-Макрі. На цій ділянці маршрут весь час пролягає під гору, але в напрямку до Афін дещо стає пологішим. Тут атлети минають Статую Бігуна (Ο Δρομέας), художнє зображення Фідіппіда, в центрі міста. Забіг завершується на стародавньому мармуровому стадіоні «Панатінаїкос», так само, як закінчувався маршрут марафонського бігу на Олімпіаді 1896 року та олімпійський марафон 2004 року.

## Переможці

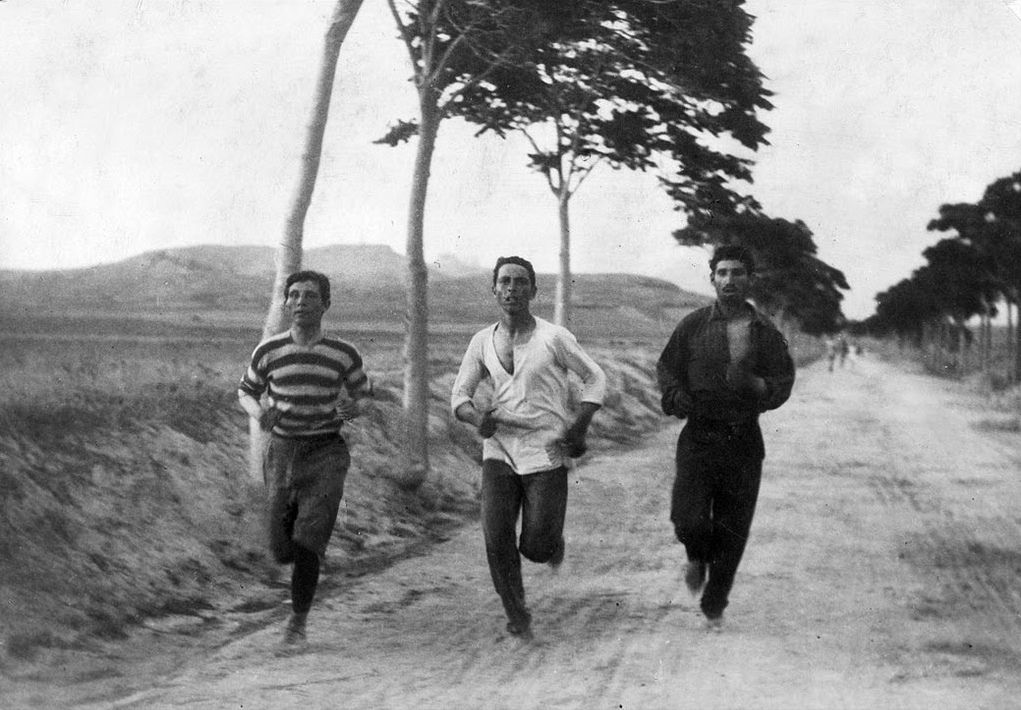
Атлети-учасники олімпійського марафону 1896 року — прекурсора Афінського класичного марафону

Легенда:
| Рік  | Чоловіки                 | Time (год:хв:с) | Жінки                 | Time (год:хв:с) |
| ---- | ------------------------ | --------------- | --------------------- | --------------- |
| 2010 | Реймонд Бетт             | 2:12:40         | Раса Драздаускайте    | 2:31:06         |
| 2009 | Йосефат Кіпкіруї Нгетіх  | 2:13:44         | Акемі Озакі           | 2:39:56         |
| 2008 | Пол Лекураа              | 2:12:42         | Маі Тагамі            | 2:36:58         |
| 2007 | Бенджамін Кіпротіх Корір | 2:14:40         | Світлана Пономаренко  | 2:33:19         |
| 2006 | Генрі Тарус              | 2:17:46         | Сікако Огуші          | 2:40:45         |
| 2005 | Джеймс Сена              | 2:16:15         | Сісей Меасо           | 2:38:39         |
| 2004 | Фредерік Чероно          | 2:15:28         | Алему Заніш           | 2:41:11         |
| 2003 | Зебедайо Байо            | 2:16:59         | Надєжда Вієнберг      | 2:43:18         |
| 2002 | Марк Сена                | 2:18:20         | Соня Оберем           | 2:37:29         |
| 2001 | Ноа Бор                  | 2:19:26         | Соня Оберем           | 2:36:15         |
| 2000 | Ніколаос Поліас          | 2:20:50         | Георгія Абатзіду      | 2:53:00         |
| 1999 | Масато Йонехара          | 2:18:35         | Тамакі Окуно          | 2:46:46         |
| 1998 | Ніколаос Поліас          | 2:18:38         | Джой Сміт             | 2:50:52         |
| 1997 | Герасімос Кокотос        | 2:31:47         | Мелісса Hurta         | 2:54:43         |
| 1996 | Нікітас Маркакіс         | 2:33:15         | Панайота Петропулу    | 2:56:42         |
| 1995 | Ніколаос Поліас          | 2:27:27         | Панайота Ніколакопулу | 2:59:45         |
| 1994 | Христос Думас            | 2:27:27         | Клері Ставропулу      | 3:21:32         |
| 1993 | Ніколаос Поліас          | 2:28:12         | Панайота Петропулу    | 3:15:56         |
| 1992 | Христос Думас            | 2:31:15         | Рейко Хіросава        | 3:05:24         |
| 1991 | Теодорос Фотопулос       | 2:28:18         | Софія Сотіріаду       | 2:59:29         |
| 1990 | Йоган Енгольм            | 2:26:33         | Пруденс Тейлор        | 2:59:15         |
| 1989 | Ян ван Рейтговен         | 2:23:19         | Леслі Льюіс           | 2:37:42         |
| 1988 | Федір Рижов              | 2:17:33         | Магдаліні Пулімену    | 2:50:59         |
| 1987 | Кевін Фланеган           | 2:25:14         | Ірина Богачева        | 2:43:37         |
| 1986 | Джос вандер Вотер        | 2:27:22         | Сігне Ворд            | 3:06:58         |
| 1985 | Мітчел Гілл              | 2:26:20         | Еріл Девіс            | 3:04:30         |
| 1984 | Леон Сванепел            | 2:28:53         | Барбара Белзер        | 2:58:30         |
| 1983 | Мартін Джей Маккартні    | 2:25:34         | Ганне Дженсен         | 3:20:33         |
| 1982 | Рік Каллісон             | 2:27:29         | Елла Грімм            | 3:07:41         |
| 1981 | Янніс Курос              | 2:32:50         | Брітта Соренсен       | 3:16:00         |
| 1980 | Жан-Поль Дідім           | 2:34:32         | Арлін Волмер          | 3:17:07         |
| 1979 | Ріхард Белк              | 2:31:21         | Габі Біррер           | 3:34:21         |
| 1978 | Денні Флінн              | 2:27:22         | ?                     | ?               |
| 1977 | Кебеде Балха             | 2:14:40.8       | ?                     | ?               |
| 1976 | Едгар Фрідлі             | 2:33:50         | Мелісса Гендріксен    | 3:35:45         |
| 1975 | Теофаніс Цімінгатос      | 2:35:39         | Коррі Конінгс         | 3:16:13         |
| 1974 | Теофаніс Цімінгатос      | 2:29:31         | Єва-Марія Вестфал     | 3:55:56         |
| 1973 | ?                        | ?               | ?                     | ?               |
| 1972 | ?                        | ?               | ?                     | ?               |